# عالم نفس أمريكي (جريدة)
جريدة عالم نفس أمريكي (بالإنجليزية: American Psychologist)‏ هي الجريدة الأكاديمية الرسمية يراجعها أقران للجمعية الأميريكية لعلم النفس. وتنشر الجريدة مقالات ذات تأثير عال وذات أهمية كبيرة في الوقت المناسب. وتشمل أوراقها تقارير تجريبية واستعراضات علمية تغطي العلوم والممارسة والتعليم والسياسة. رئيس تحريرها منذ عام 2015 هو آن إي. كازاك (Anne E. Kazak).

## وصلات خارجية
1. 1 2 3  مذكور في: بوابة الرقم الدولي الموحد للدوريات. الرَّقم التَّسلسليُّ المِعياريُّ الدَّوليُّ (ISSN): 0003-066X. الناشر: ISSN International Centre. لغة العمل أو لغة الاسم: الإنجليزية.